# Castor-americano
O castor-americano (Castor canadensis) é uma das duas espécies de castores. É nativo da América do Norte, mas foi introduzido na Escandinávia e Patagônia. O castor norte-americano é um dos símbolos oficiais da vida selvagem nacional do Canadá e é o mamífero oficial do estado de Oregon e Nova York nos Estados Unidos. Esses animais estão espalhados pelos Estados Unidos continentais, Canadá, sul do Alasca e algumas partes do norte do México.